# Maximiliane Rall
Maximiliane Rall (Rottweil, 18 novembre 1993) è una calciatrice tedesca, difensore dello Stoccarda.

## Carriera

### Club
Rall ha iniziato a giocare a calcio all'età di cinque anni con il VfB Bösingen, club dell'omonima cittadina nei dintorni della città natia.
Nell'estate del 2009, assieme alla sua compagna di squadra Natalie Hezel, si è trasferita al Sindelfingen, giocando al suo arrivo con la formazione B-Jugend (Under-17) venendo aggregata dalla stagione successiva alla prima squadra che disputa il girone Süd della 2. Frauen-Bundesliga e debuttando nel campionato cadetto il 15 agosto 2010 contro il Colonia. Dopo due stagioni e 27 presenze, ha vinto il campionato di 2. Bundesliga Süd con la sua squadra nella stagione 2011-2012. Il 2 settembre 2012, ha fatto il suo debutto in Frauen-Bundesliga nella pesante sconfitta interna per 9-1 con il Turbine Potsdam. Dopo 61 partite per il VfL Sindelfingen, ha lasciato il club ed è andata in Marocco. Dopo tre mesi, la Rall tornò in Germania e si trasferì all'Hoffenheim nel febbraio 2015, dove fu inizialmente impiegata nella squadra riserve (Hoffenheim II) per poi approdare nella rosa della prima squadra nel 2017.
Prima della fine del campionato, nell'aprile 2021 il Bayern Monaco annuncia il suo arrivo per la stagione 2021-2022.

### Nazionale
Rall ottiene la sua prima convocazione da parte della Federcalcio tedesca a carriera già avanzata, saltando completamente la trafila delle formazioni giovanili.
Ha fatto il suo debutto internazionale con la nazionale maggiore il 10 novembre 2018, chiamata dal commissario tecnico Horst Hrubesch in occasione dell'amichevole vinta per 5-2 con l'Italia. Dopo il cambio di panchina della nazionale tedesca, la nuova ct Martina Voss-Tecklenburg continua a convocarla sia per le qualificazioni all'Europeo di Inghilterra 2022 che per quelle quelle al Mondiale di Australia e Nuova Zelanda 2023, impiegandola però solo in amichevole.

## Statistiche

### Presenze e reti nei club
Statistiche aggiornate al 30 marzo 2025.
| Stagione             | Squadra              | Campionato           | Campionato | Campionato | Coppe nazionali | Coppe nazionali | Coppe nazionali | Coppe continentali | Coppe continentali | Coppe continentali | Altre coppe | Altre coppe | Altre coppe | Totale | Totale |
| Stagione             | Squadra              | Comp                 | Pres       | Reti       | Comp            | Pres            | Reti            | Comp               | Pres               | Reti               | Comp        | Pres        | Reti        | Pres   | Reti   |
| -------------------- | -------------------- | -------------------- | ---------- | ---------- | --------------- | --------------- | --------------- | ------------------ | ------------------ | ------------------ | ----------- | ----------- | ----------- | ------ | ------ |
| 2010-2011            | Sindelfingen         | 2BL                  | ?          | ?          | CG              | 3               | 0               | -                  | -                  | -                  | -           | -           | -           | 3+     | 0+     |
| 2011-2012            | Sindelfingen         | 2BL                  | ?          | ?          | CG              | -               | -               | -                  | -                  | -                  | -           | -           | -           | ?      | ?      |
| 2012-2013            | Sindelfingen         | BL                   | 13         | 0          | CG              | 2               | 0               | -                  | -                  | -                  | -           | -           | -           | 15     | 0      |
| 2013-2014            | Sindelfingen         | BL                   | 22         | 2          | CG              | -               | -               | -                  | -                  | -                  | -           | -           | -           | 22     | 2      |
| Totale Sindelfingen  | Totale Sindelfingen  | Totale Sindelfingen  | 25+        | 2+         |                 | 5               | 0               |                    | -                  | -                  |             | -           | -           | 30+    | 2+     |
| 2017-2018            | Hoffenheim           | BL                   | 20         | 2          | CG              | 2               | 0               | -                  | -                  | -                  | -           | -           | -           | 22     | 2      |
| 2018-2019            | Hoffenheim           | BL                   | 22         | 9          | CG              | 3               | 2               | -                  | -                  | -                  | -           | -           | -           | 25     | 11     |
| 2019-2020            | Hoffenheim           | BL                   | 21         | 4          | CG              | 3               | 6               | -                  | -                  | -                  | -           | -           | -           | 24     | 10     |
| 2020-2021            | Hoffenheim           | BL                   | 22         | 1          | CG              | 3               | 0               | -                  | -                  | -                  | -           | -           | -           | 25     | 1      |
| Totale Hoffenheim    | Totale Hoffenheim    | Totale Hoffenheim    | 85         | 16         | -               | 11              | 8               | -                  | -                  | -                  | -           | -           | -           | 96     | 24     |
| 2021-2022            | Bayern Monaco        | BL                   | 19         | 10         | CG              | 3               | 2               | UWCL               | 4                  | 0                  | -           | -           | -           | 26     | 12     |
| 2022-2023            | Bayern Monaco        | BL                   | 19         | 5          | CG              | 3               | 1               | UWCL               | 9                  | 1                  | -           | -           | -           | 31     | 7      |
| lug.-dic. 2023       | Bayern Monaco        | BL                   | 2          | 0          | CG              | 0               | 0               | UWCL               | -                  | -                  | -           | -           | -           | 2      | 0      |
| Totale Bayern Monaco | Totale Bayern Monaco | Totale Bayern Monaco | 40         | 15         | -               | 6               | 3               | -                  | 13                 | 1                  | -           | -           | -           | 59     | 19     |
| 2024                 | Chicago Stars        | NWSL                 | 9          | 1          | -               | -               | -               | -                  | -                  | -                  | -           | -           | -           | 9      | 1      |
| gen.-giu. 2025       | Stoccarda            | RL                   | 3          | 0          | -               | -               | -               | -                  | -                  | -                  | -           | -           | -           | 3      | 0      |
| Totale carriera      | Totale carriera      | Totale carriera      | 162+       | 35+        | -               | 22              | 11              | -                  | 13                 | 1                  | -           | -           | -           | 197+   | 47+    |

### Cronologia presenze e reti in nazionale
| Cronologia completa delle presenze e delle reti in nazionale ― Germania | Cronologia completa delle presenze e delle reti in nazionale ― Germania | Cronologia completa delle presenze e delle reti in nazionale ― Germania | Cronologia completa delle presenze e delle reti in nazionale ― Germania | Cronologia completa delle presenze e delle reti in nazionale ― Germania | Cronologia completa delle presenze e delle reti in nazionale ― Germania | Cronologia completa delle presenze e delle reti in nazionale ― Germania | Cronologia completa delle presenze e delle reti in nazionale ― Germania |
| Data                                                                    | Città                                                                   | In casa                                                                 | Risultato                                                               | Ospiti                                                                  | Competizione                                                            | Reti                                                                    | Note                                                                    |
| ----------------------------------------------------------------------- | ----------------------------------------------------------------------- | ----------------------------------------------------------------------- | ----------------------------------------------------------------------- | ----------------------------------------------------------------------- | ----------------------------------------------------------------------- | ----------------------------------------------------------------------- | ----------------------------------------------------------------------- |
| 10-11-2018                                                              | Osnabrück                                                               | Germania                                                                | 5 – 2                                                                   | Italia                                                                  | Amichevole                                                              | -                                                                       |                                                                         |
| 13-11-2018                                                              | Erfurt                                                                  | Germania                                                                | 0 – 0                                                                   | Spagna                                                                  | Amichevole                                                              | -                                                                       | 70’                                                                     |
| 15-6-2021                                                               | Offenbach am Main                                                       | Germania                                                                | 0 – 0                                                                   | Cile                                                                    | Amichevole                                                              | -                                                                       | 46’                                                                     |
| 26-11-2021                                                              | Braunschweig                                                            | Germania                                                                | 8 – 0                                                                   | Turchia                                                                 | Qual. Mondiali 2023                                                     | -                                                                       | 81’                                                                     |
| 11-1-2022                                                               | Fort Lauderdale                                                         | Stati Uniti                                                             | 1 – 2                                                                   | Germania                                                                | Amichevole                                                              | -                                                                       | 46’                                                                     |
| 17-2-2022                                                               | Middlesbrough                                                           | Germania                                                                | 1 – 1                                                                   | Spagna                                                                  | Arnold Clark Cup 2022                                                   | -                                                                       |                                                                         |
| 20-2-2022                                                               | Norwich                                                                 | Canada                                                                  | 1 – 0                                                                   | Germania                                                                | Arnold Clark Cup 2022                                                   | -                                                                       | 72’                                                                     |
| 23-2-2022                                                               | Wolverhampton                                                           | Inghilterra                                                             | 3 – 1                                                                   | Germania                                                                | Arnold Clark Cup 2022                                                   | -                                                                       |                                                                         |
| 12-4-2022                                                               | Stara Pazova                                                            | Serbia                                                                  | 3 – 2                                                                   | Germania                                                                | Qual. Mondiali 2023                                                     | -                                                                       | 46’                                                                     |
| Totale                                                                  |                                                                         | Presenze                                                                | 9                                                                       |                                                                         | Reti                                                                    | 0                                                                       |                                                                         |

### Club
- Campionato tedesco: 1

Bayern Monaco: 2022-2023